# Tablinum
 (février 2020).

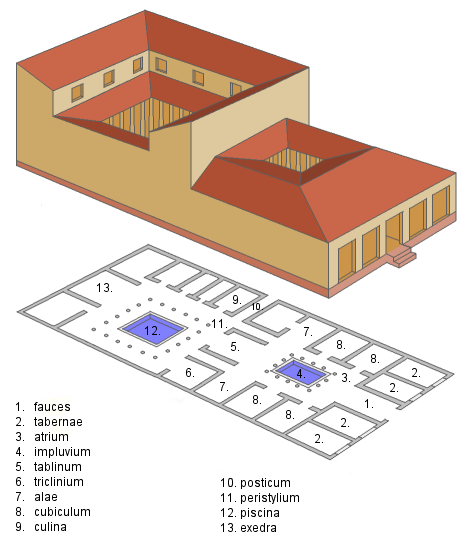
Schéma d'une maison romaine : tablinum en repère 5.

Le tablinum est une pièce de l'habitation étrusque puis romaine, située au fond de l'atrium. Elle a comme particularité architecturale d'être entièrement ouverte sur l'atrium. Souvent, elle se situe dans l'axe de l'entrée de la demeure et offre un point de vue sur le jardin, ou sur le péristyle situé à l'arrière de la domus, et il sépare donc l'atrium du péristyle. À Rome, durant l'ère républicaine, le tablinum est la salle d'archives de la maison ainsi que le bureau du maître de la maison, le pater familias, dans lequel celui-ci conserve les mémoires de la familia.

## Description
Le tablinum se rencontre originellement dans la société étrusque dans les sépultures et l'habitat.
Plusieurs tombes étrusques de Banditaccia et Cerveteri en révèlent l'articulation première et les détails (fenêtres, portes et tympan) puisqu'elles reproduisent les maisons du monde des vivants afin d'accompagner le mort dans son voyage vers l'au-delà. Dans la tombe du Tablinum (VIe siècle av. J.-C.) à Cerveteri, une salle s'ouvre sur la chambre funéraire centrale, surélevée et dans l'axe de l'entrée de la tombe ; ce plan caractéristique annonce le futur tablinum romain. En dehors du monde funéraire, quelques exemples remarquables de cités étrusques comme Marzabotto permettent d'observer, dès le Ve siècle av. J.-C., des maisons à plan cruciforme avec atrium et tablinum. Ce modèle de maison sera ensuite largement diffusé et adopté par les Romains.
Les habitats de l'époque républicaine à Rome étant très fragmentaires et difficiles à interpréter (voir Carandini et Coarelli), c'est à Pompéi que l'on peut remarquer le modèle de la maison à atrium et tablinum dès le IVe siècle av. J.-C. Cette séquence architecturale est adoptée pour les demeures patriciennes les plus anciennes de la ville (maison du Chirurgien, maison du Navigateur, etc.).
Lorsque le plan traditionnel de la maison romaine évolue aux alentours du IIe siècle av. J.-C., grâce à l'arrivée du péristyle qui, selon le modèle grec, vient se placer à l'arrière de la maison, le tablinum est amené à s'adapter à ces changements. Dans certains cas, il devient un espace de liaison entre les deux ensembles atrium/péristyle et perd quelques fois son mur du fond, pour se transformer en une sorte de couloir reliant l'avant et l'arrière de la maison. Souvent, une simple fenêtre percée dans le mur de fond permet de prolonger la perspective depuis l'entrée de la demeure et de donner un aperçu du jardin aux visiteurs.
Ce n'est que vers le milieu du Ier siècle av. J.-C. que cette salle a tendance à décliner dans le plan traditionnel de la maison romaine, elle n'est plus un élément indispensable de la domus et peut dans certains cas être supprimée. On le remarque notamment dans la maison des Vettii à Pompéi, privée de tablinum : la liaison entre l'atrium et le péristyle s'effectue directement, sans salle transitoire.

## Fonction
La fonction du tablinum soulève de nombreuses questions. Son emplacement privilégié dans la demeure en fait un lieu symbolique important dès la période étrusque. Peut-être chambre à coucher du maître en Étrurie et réceptacle de la chapelle des ancêtres, le tablinum devient avec les Romains la salle des archives de la familia, renfermant les tabulæ (tablettes, qui donne la racine du mot tablinum), à savoir les documents relatifs au statut de la famille, à leurs magistratures et aux différentes activités foncières. Le tablinum était aussi une salle de réception accueillant sans doute les clientes venus consulter leur patronus. Elle est en cela au cœur de la cérémonie de la salutatio, véritable institution sociale du monde romain qui réglait la vie quotidienne de la Cité depuis les débuts de la République. Chaque matin, les clientes venaient saluer leur patron et leur rendre hommage dans l'atrium, puis sans doute dans le tablinum. Les visiteurs attendaient leur tour à l'extérieur de la maison ; les esclaves les faisaient ensuite entrer dans la demeure, selon leur degré d'importance. Les patrons, membres de la noblesse et influents, promettaient travail, protection financière et juridique aux clients, qui en échange étaient encouragés à donner leur voix électorale pour leur bienfaiteur. Ainsi, cette relation garantissait l'équilibre entre les classes sociales de la Rome républicaine.
Le tablinum était visible par tous lorsque l'on entrait dans la maison d'un notable romain. Puisqu'il s'agissait d'un lieu de réception qui mettait en scène le paterfamilias, son décor était particulièrement soigné. De nombreuses peintures pompéiennes conservées dans les tablina, aux thématiques héroïques ou mythologiques de grande qualité, témoignent de l'importance donnée à cette salle par les maîtres de maison. Un ensemble des plus fameux est constitué par la maison de Marcus Lucretius Fronto. Aussi, des bustes honorifiques d'anciens propriétaires pouvaient être placés aux deux extrémités de l'entrée du tablinum, encadrant ainsi de manière solennelle la pièce, comme dans la maison de Caecilius Jucundus à Pompéi.